# 気象業務
気象業務（きしょうぎょうむ）

## 日本の法令
気象業務法第2条第4項によれば、以下のものをいう。

## 担い手
気象業務の担い手としては、主に各国の気象機関及び世界気象機関、国際民間航空機関等の国際機関が想定されるが、各種防災機関（日本における国土交通省河川局等）、研究機関、大学等の役割も考え合わせるべきであろう。
また、近年では、民間企業による観測、予報、情報配信等の事業の役割も大きくなってきており、国家の気象機関との役割分担のあり方は、世界気象機関等でもよく議論されるところとなっている。

## 気象庁長官
日本においては、気象業務の基幹部分を担うのは気象庁であるとされ、気象業務法第3条は、気象庁長官に以下の任務を与えている。